# NGC 1652
NGC 1652 је расејано звездано јато у сазвежђу Златна риба које се налази на NGC листи објеката дубоког неба.
Деклинација објекта је - 68° 40' 23" а ректасцензија 4h 38m 22,9s. Привидна величина (магнитуда) објекта NGC 1652 износи 13,1 а фотографска магнитуда 13,9. NGC 1652 је још познат и под ознакама NGC 1649, ESO 55-SC32, in LMC.